# Winchelsea Beach
Winchelsea Beach es un balneario situado en el condado de Sussex Oriental, en Inglaterra (Reino Unido). Tiene una población estimada, a mediados de 2020, de 1015 habitantes.
Está ubicado al sur de la región Sudeste de Inglaterra, cerca de la costa del canal de la Mancha y al sur de Londres.